# NGC 6839
NGC 6839 — группа звёзд в созвездии Стрела.
Этот объект входит в число перечисленных в оригинальной редакции «Нового общего каталога».